# Днепро-Бугский лиман
Дне́про-Бу́гский лима́н (укр. Дніпро-Бузький лиман) или Днепро́вско-Бу́гский лима́н (укр. Дніпровсько-Бузький лиман) — открытый пресноводный лиман в северной части Чёрного моря, на территории Херсонской и Николаевской областей Украины. Порт — Очаков.
Состоит из вытянутого в субширотном направлении Днепровского лимана (длина 55 км, ширина до 17 км), а также узкого (шириной от 5 до 11 км) и извилистого Бугского лимана, вытянутого в субмеридиональном направлении длиной 47 км. Преобладающая глубина 6-7 м, максимальная — 12 м (т. н. Станиславская яма).
Днепро-Бугский лиман образовался в результате трансгрессии Чёрного моря в нижнем течении Днепра и Южного Буга. С Чёрным морем лиман соединяется проливом шириной 3,6 км (между Очаковским мысом и Кинбурнской косой). Южные берега низкие, песчаные; северные, в основном, высокие (до 20-35 м), сложены из глинисто-песчаных пород, лишь на отдельных участках тут встречаются песчано-ракушечниковые косы. Дно возле кос песчаное, на глубине покрыто суглинисто-песчаными илами.
Около 25-30 % речного стока Днепра и Южного Буга расходуется на орошение и промышленное водоснабжение, что обусловливает увеличение солёности воды в лимане. Вследствие этого ухудшились условия обитания и нереста отдельных видов промышленных рыб, а также расширения морских видов фито- и зоопланктона и рыб (в частности — тюльки).
Днепровско-Бугский лиман имеет транспортное и рыбопромышленное значение, его берега — район рекреации.
Для сохранения природы лимана производятся дополнительные спуски воды из Каховского водохранилища, укрепление и озеленение берегов, очищение сточных вод и перевод промышленных предприятий на оборотное водоснабжение. Часть акватории Днепровско-Бугского лимана расположена в пределах Черноморского биосферного заповедника.